# Почётный член
Почётный член — член организации, научного общества, общественной организации, академии, клуба, заслуживший своим трудом и/или вкладом в развитие данного сообщества уважение и авторитет в коллективе.

## Описание

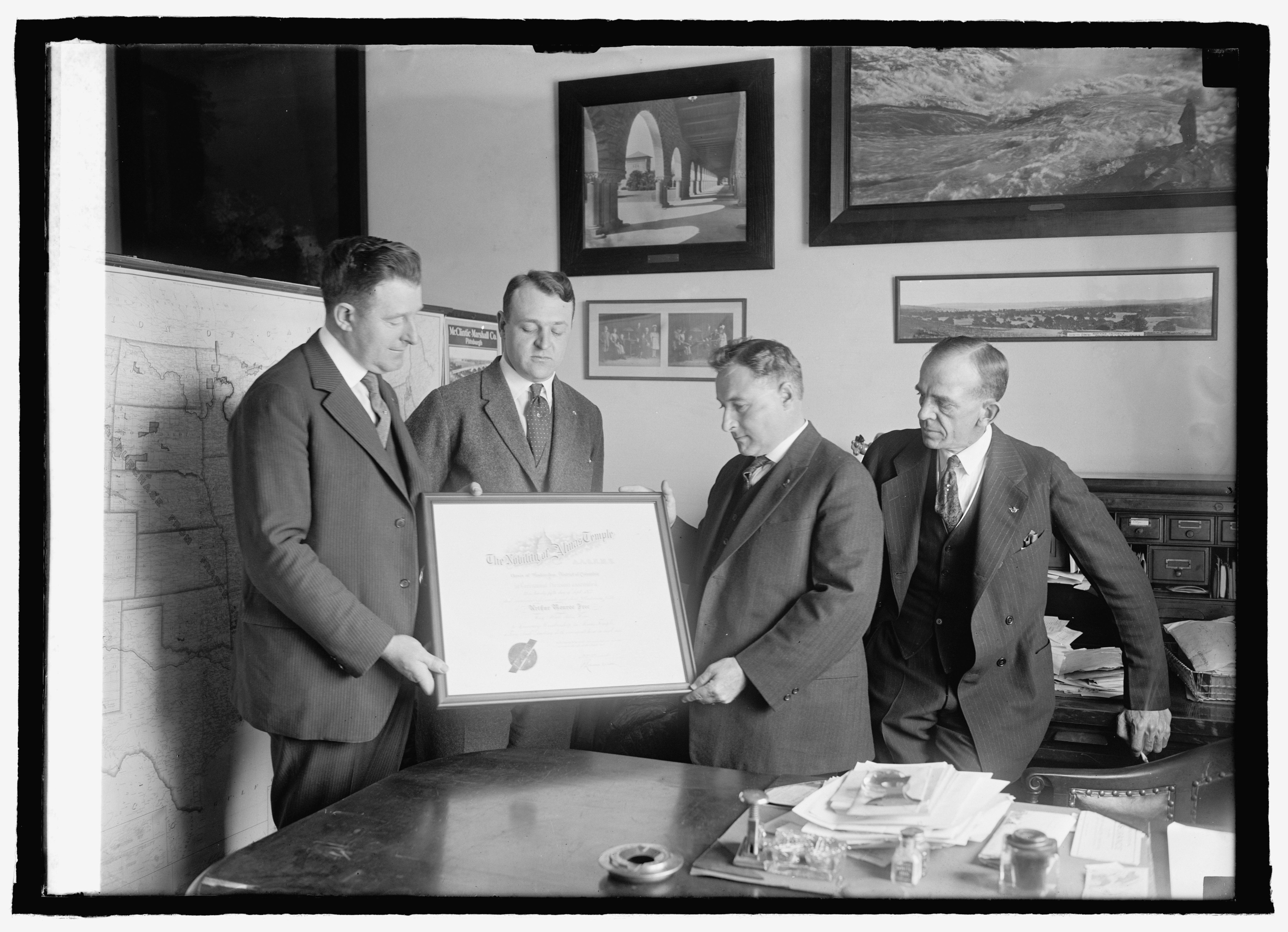
Принятие в почётные члены общества

В почётные члены какой-либо организации могут быть приняты, в знак признания их особых заслуг, и люди, ранее не принимавшие участия в данной организации.
Статус почётного члена ныне есть, например, в Российской академии художеств (см. список) и в ряде общественных академий (АНАВ, МАО Архивная копия от 8 апреля 2018 на Wayback Machine и др.), существовал в предшественницах Российской академии наук (АН СССР, ИАН), например:
- 1939 — избрание И. В. Сталина Почётным членом АН СССР

Почётные члены часто награждались орденами, медалями, почётными грамотами.
В России и других странах существуют доски почёта, где вывешиваются изображения и имена почётных членов с целью стимулировать деятельность участников сообщества.
Для почётных членов организациями, а в некоторых случаях и государством, предусмотрены специальные льготы. Это может касаться медицины, сокращения коммунальных платежей, льгот по займам и т. д.
Особые льготы предусмотрены для почётных членов-инвалидов и участников Великой Отечественной войны.